# UEFA 지도자 라이선스
UEFA 지도자 라이선스(UEFA coaching licences)는 UEFA 회원 중 코치 자격을 증명하는 문서이다. 유럽 축구 관리 기구 UEFA는 전문 축구 감독을 위한 몇 가지 코칭 라이선스를 의무화하고 있으며, 각 라이선스는 조직의 모든 구성원에 대해 특정 수준에서의 지도를 허용하게 한다. 여기에는 UEFA Pro 라이선스, UEFA A 라이선스 및 UEFA B 라이선스가 포함된다. 각 UEFA 회원국의 축구 협회에서 발급하며 3년 동안의 유효기간을 갖는다.

## 같이 보기
- AFC 지도자 라이선스